# Гарсиа, Изабела
Изабе́ла Гарси́а Ко́ста (порт. Isabela Garcia Costa; род. 11 июня 1967, Рио-де-Жанейро, Бразилия) — бразильская актриса.

## Биография
Изабела Гарсиа Коста родилась 11 июня 1967 года в Рио-де-Жанейро (Бразилия) в семье
Жилберту Гарсиа (умер в 1996 году) и его жены. У Изабелы есть два старших брата и сестра: Жилберту Гарсиа-младший, Рикарду Гарсиа и Розана Гарсиа.

## Карьера
Изабела начала свою карьеру в 1971 году и в настоящее время она сыграла более чем в 40 фильмах и телесериалах. В 1999 году Гарсиа сыграла роль Онейде в телесериале «Воздушные замки».

## Личная жизнь
В 1980-х годах Изабела состояла в фактическом браке с музыкантом Марселу Бонфа (род. 1965). В этих отношениях Гарсиа родила своего первенца — сына Жуана Педру Бонфа (род. 1987).
В 1990-х годах Изабела состояла в фактическом браке с фотографом Андре Вандерли. В этих отношениях Гарсиа родила своего второго ребёнка — дочь Габриэллу Вандерли (род. 1991).
В 2000-х годах Изабела была замужем за актёром Карлусом Тире (род. 1972). В этом браке Гарсиа родила своих третьего и четвёртого детей — сыновей-близнецов Франциску Тире и Бернарду Тире (род. 23.04.2005).
В 2011 году у неё родилась внучка.
Изабела Гарсиа обратилась к буддизму.